# Gutehoffnungshütte
Pour les articles homonymes, voir GHH.

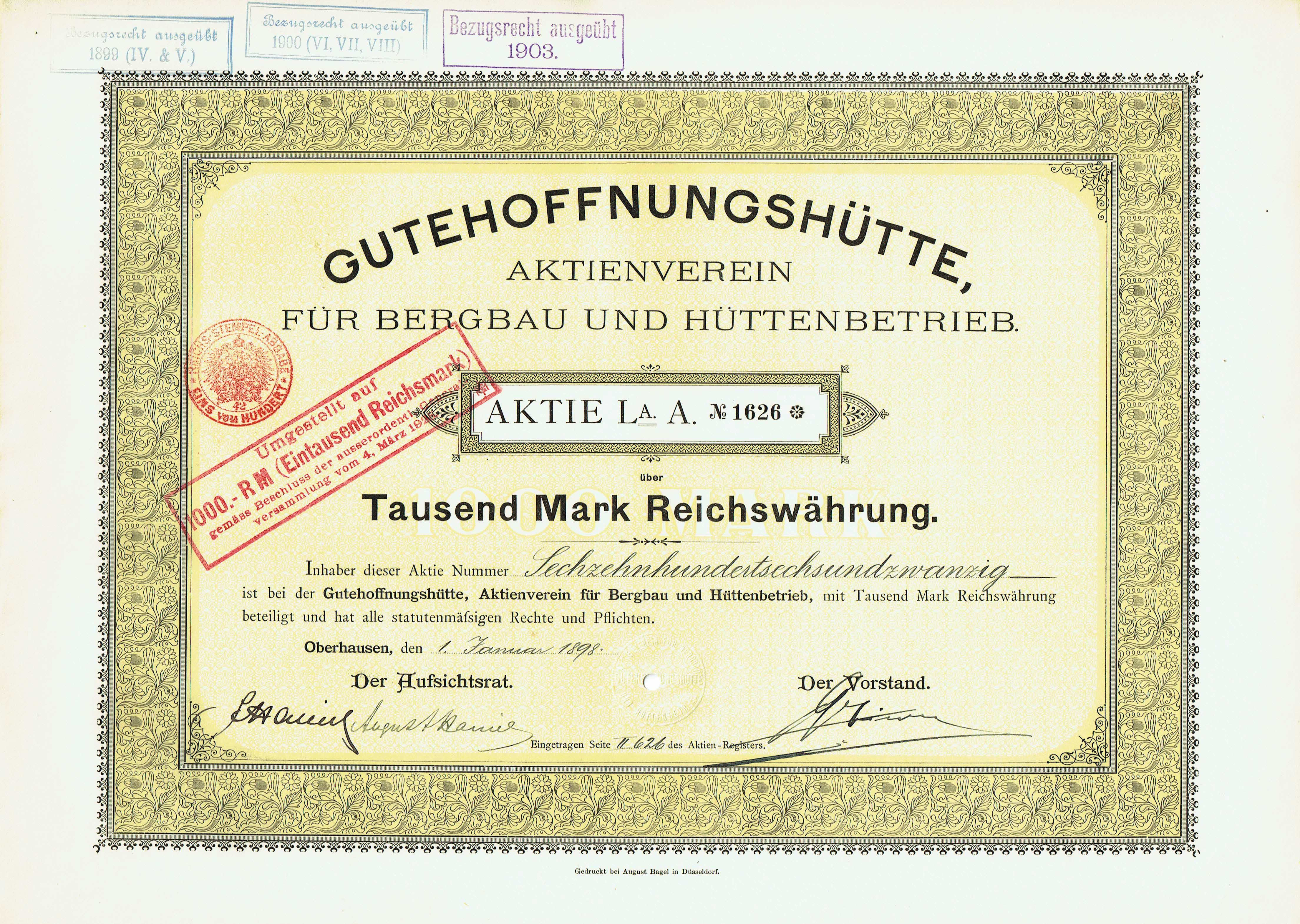
Action du Gutehoffnungshütte - Aktienverein für Bergbau und Hüttenbetrieb en date du 1 janvier 1898

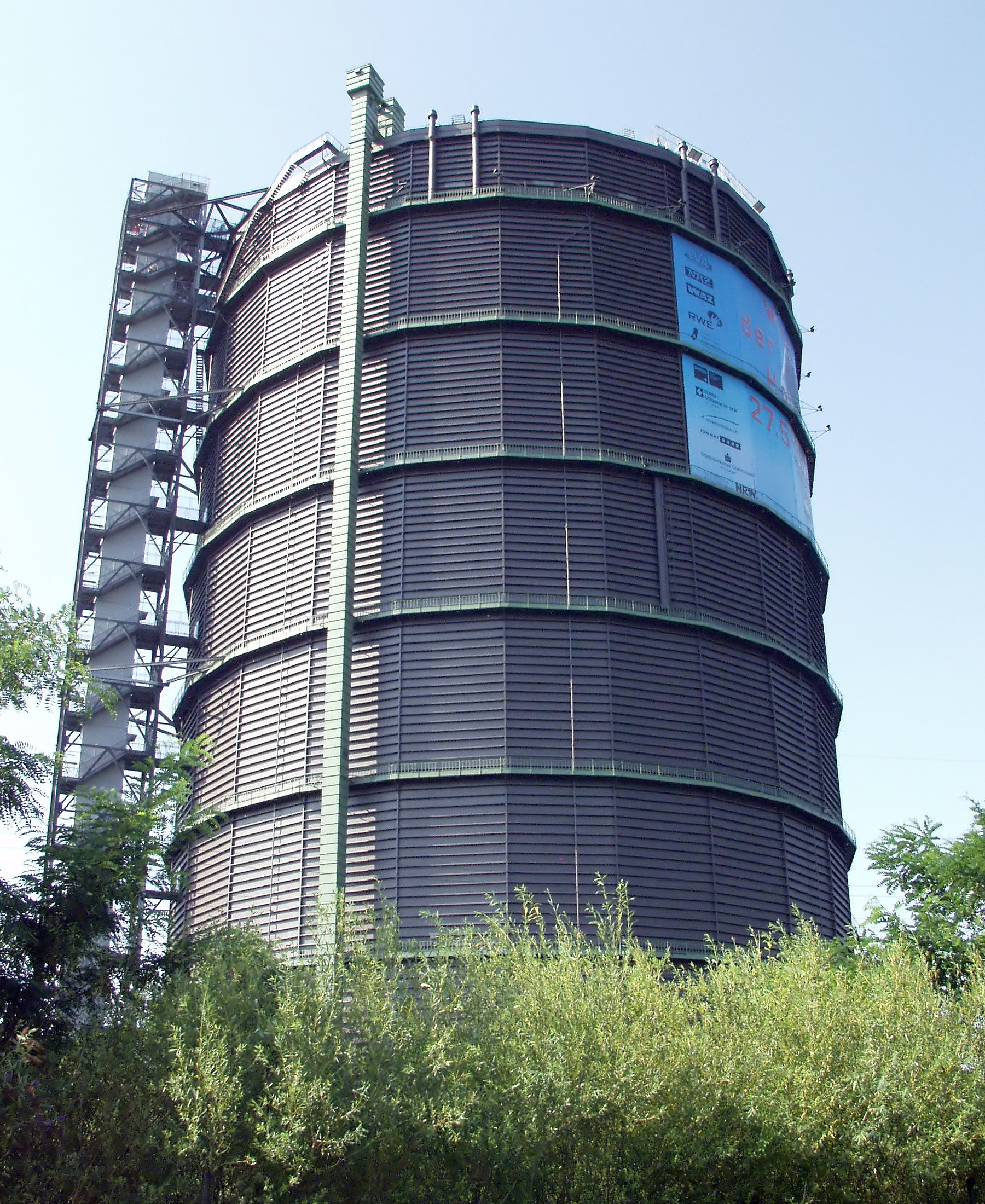
Le gazomètre d'Oberhausen de Gutehoffnungshütte est encore jusqu'à aujourd'hui un symbole de la ville et de la région.

Gutehoffnungshütte (GHH) était une entreprise allemande d'ingénierie minière, localisée à Oberhausen dans la région de la Ruhr.
Dans les années 1960, il a coopéré avec la Roumanie pour la mise en oeuvre du  projet de site sidérurgique géant, le combinat de Galati.